# Semana Santa en Adra
Una de las semanas grandes de la cultura y tradición abderitana es la Semana Santa de Adra en la que las hermandades y cofradías de la Ciudad hacen gala de su patrimonio histórico y cultural con los diferentes desfiles procesionales en los que la belleza artística de los diferentes pasos que procesionan por las calles abderitanas hacen grande esta semana.

## Imágenes titulares, pasos y enseres
La escultura barroca del Cristo de la Expiración de Adra de 1623 es el primer Crucificado documentado de Alonso de Mena, padre de Pedro de Mena. Alonso de Mena además, se había casado en 1619 con la abderritana Juana de Medrano. El encargo del Cristo de la Expiración y de un San Sebastián, hoy desaparecido, corresponden a las obras de reconstrucción de la iglesia parroquial tras los destrozos del Asalto a Adra de 1620.

## Días de Pasión

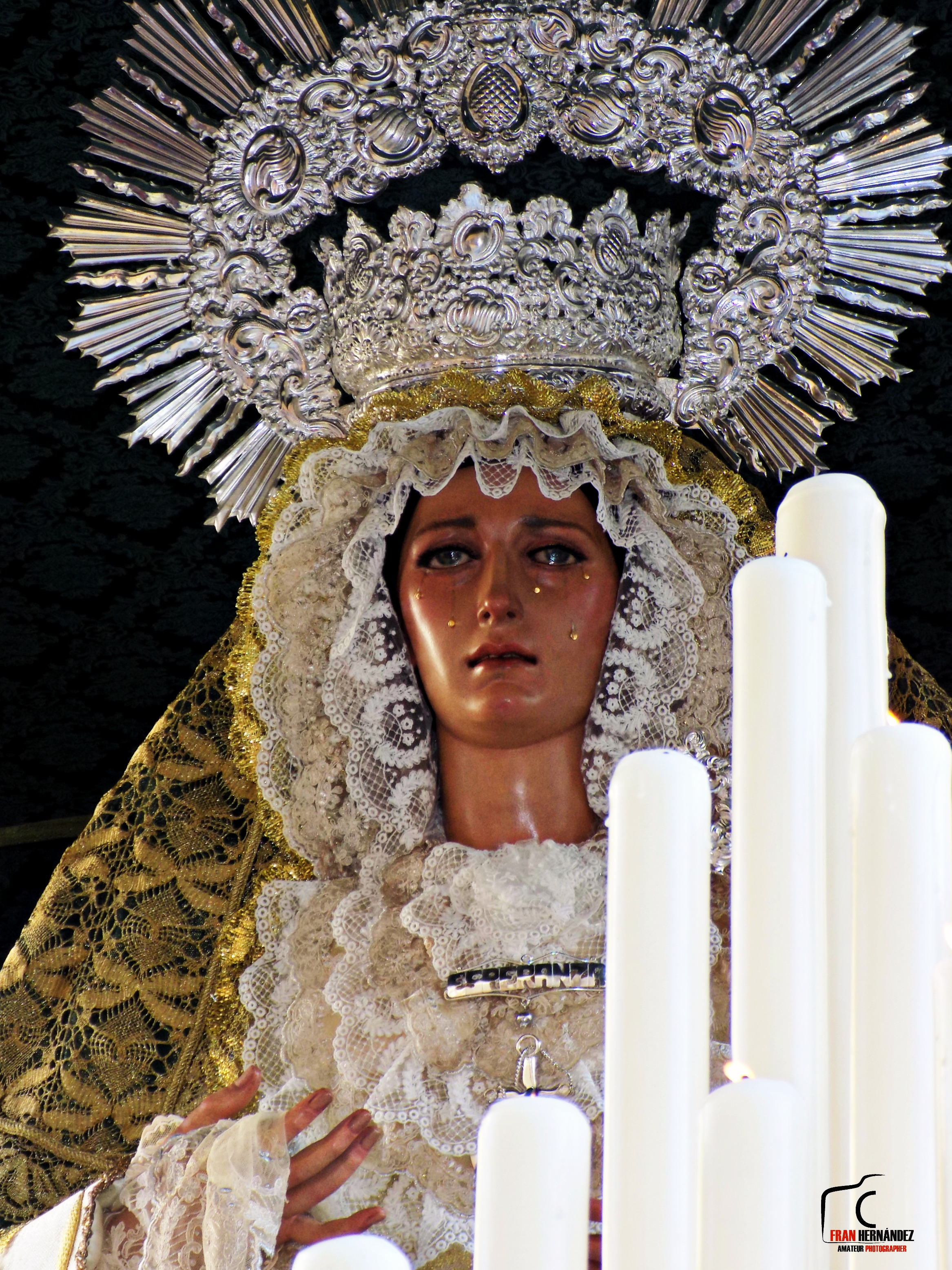
Ntra. Sra. de la Esperanza y Misericordia en su primera estación de penitencia el 20 de marzo de 2016

### Sábado de Pasión
La Semana de Pasión da comienzo en la noche del Sábado de Pasión en la que toda la ciudad se vuelca en la representación teatral de la Pasión de Cristo. En esta puesta en escena participan hasta 80 vecinos. Anteriormente tenía lugar en la plaza de San Sebastián o plaza de la Ermita y, desde 2018 en el Molino del Lugar. (también conocida como plaza de la Ermita). Acude numeroso público ya sea por fervor religioso, tradición o curiosidad.

### Domingo de Ramos
En la mañana del Domingo de Ramos la Cofradía del Santísimo Cristo de la Expiración y María Santísima de los Dolores es la encargada de llevar a Nuestro Padre Jesús en la Borriquita por las calles de la ciudad. Ya en la tarde, las calles se llenan de olor a incienso en un ambiente puro de oración y devoción al paso, por las calles abderitanas, de Nuestra Señora de Esperanza y Misericordia, primera imagen en la historia de la Semana Santa abderitana que procesiona bajo palio. Titular de la Hermandad y Cofradía de Nazarenos del Santísimo Cristo de la Humildad en su Sagrada presentación al pueblo por Poncio Pilato y María Santísima de la Esperanza y Misericordia (también conocida popularmente como Hermandad de la Humildad y Esperanza).

### Martes Santo
El Martes Santo hace su estación de penitencia por las calles abderitanas la Hermandad de Nuestro Padre Jesús en su Prendimiento, María Santísima de la Amargura y San Juan Evangelista en la que la Policía Local de Adra custodia el paso en las cuatro esquinas del mismo durante su estación de penitencia.

### Miércoles Santo
El Miércoles Santo hace su estación penitencial el conocido como "El Señor de Adra", Nuestro Padre Jesús Nazareno, que carga la cruz hacia el monte Calvario, cuya imagen sale desde la casa hermandad de la Cofradía del Santísimo Cristo de la Expiración y María Santísima de los Dolores sita en la Calle San Sebastián hasta la Plaza Puerta del Mar en la que se encuentra con la Santísima Virgen de los Dolores y juntos procesionan hasta la Iglesia Parroquial de la Inmaculada Concepción.

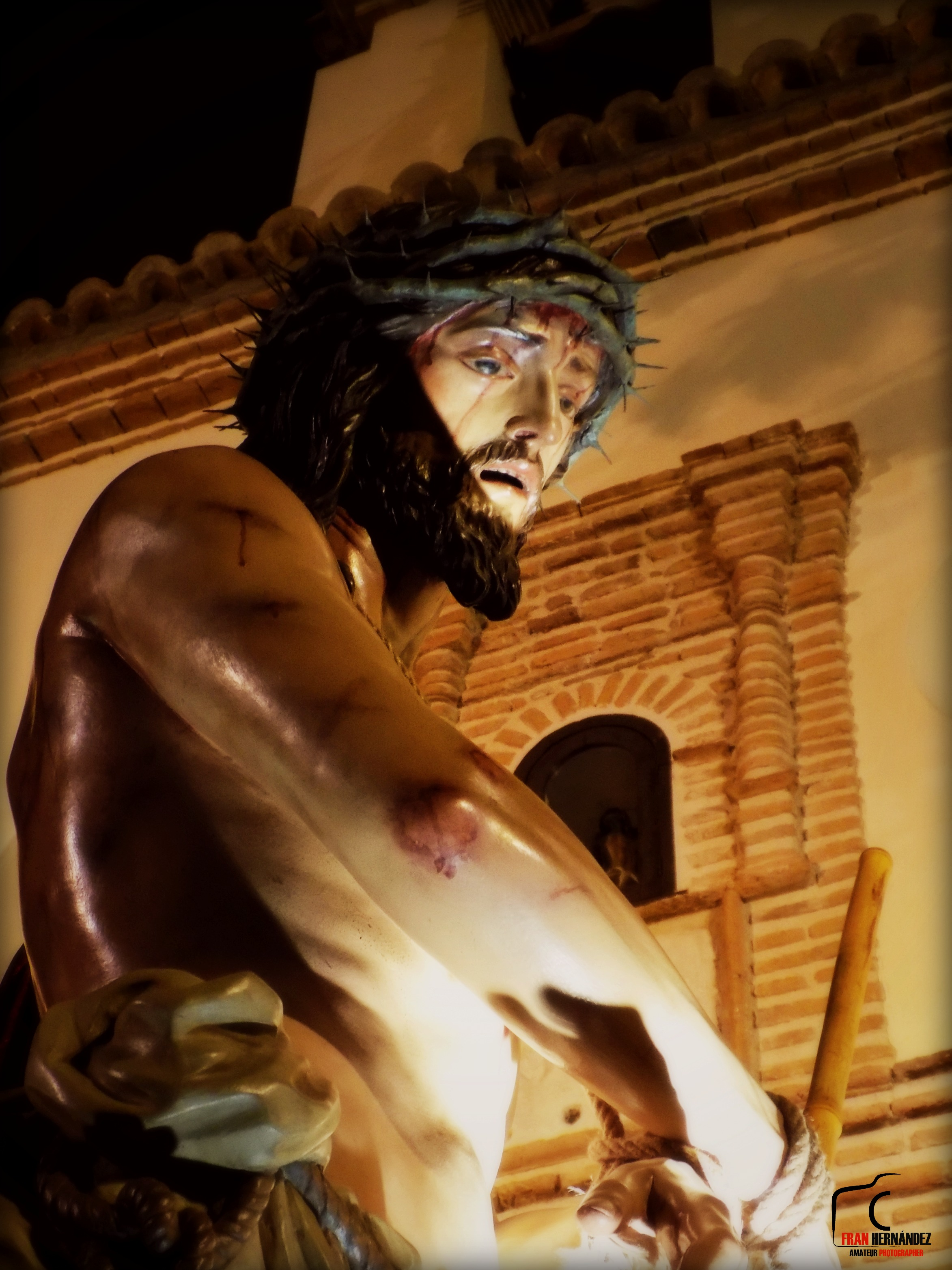
Stmo. Cristo de la Humildad durante su Vía Crucis el 4 de marzo de 2016

### Jueves Santo
El Jueves Santo es el día grande de la Cofradía del Santísimo Cristo de la Expiración y María Santísima de los Dolores ya que sus dos imágenes titulares hacen estación de penitencia por las calles de la ciudad.

### Viernes Santo
El Viernes Santo las calles abderitanas se llenan de silencio y respeto al paso del Santo Sepulcro y Nuestra Señora de la Soledad.

### Domingo de Resurrección
El Domingo de Resurrección la ciudad despierta con sones de campanas invitando a los abderitanos a vivir la Resurrección del Señor. En la Ermita de San Sebastián tiene lugar la celebración de la Eucaristía matinal; acto seguido la Inmaculada Concepción ataviada con manto de color negro esperando la Resurrección de su hijo Jesucristo emprende su camino a hombros de sus hombres de trono. Alrededor de las doce del mediodía las imágenes de la Inmaculada y el Señor Resucitado se encuentran en la plaza de San Sebastián ante la atenta mirada de miles de personas: abderitanos, abderitanas y enamorados del Domingo de Resurrección de Adra que ven expectantes el acto que los hombres de trono realizan para quitar el manto negro a la Señora y dejarle su manto celeste, señal de que ya es Pascua en el municipio de Adra.

## Cofradías
Las cofradías de Semana Santa de Adra sonː
- Cofradía del Santísimo Cristo de la Expiración y María Santísima de los Dolores (Expiración)
- Hermandad de Nuestro Padre Jesús en su Prendimiento, María Santísima de la Amargura y San Juan Evangelista (Prendimiento)
- Hermandad y Cofradía de Nazarenos del Santísimo Cristo de la Humildad en su Sagrada presentación al pueblo por Poncio Pilato y María Santísima de la Esperanza y Misericordia

## Bandas musicales
En Adra se encuentra la Agrupación Musical Inmaculada Concepción de Adra.